# Proboulos
Proboulos (πρόβουλος, en plural probouloi, πρόβουλοι) era la denominación de uno de los magistrados de la Antigua Grecia. A veces se castellaniza como "próbulo".
Se supone que fue un cargo creado durante la guerra del Peloponeso para afrontar la difícil situación que atravesaba Atenas; y que se elegirían para desempeñarlo a hombres de edad avanzada y muy respetados.
Entre los más notables probouloi estuvieron el autor de tragedias Sófocles y el strategos Hagnón.
En la comedia Lisistrata, un proboulos mantiene un largo debate con la protagonista.